# My Friend Pedro
My Friend Pedro est un jeu vidéo de type run and gun développé par DeadToast Entertainment et publié par Devolver Digital. Le jeu est sorti sur Microsoft Windows et Nintendo Switch le 20 juin 2019. My Friend Pedro est basé sur un jeu Adobe Flash nommé MFP: My Friend Pedro, créé en 2014 et distribué par Adult Swim Games,.

## Système de jeu
Le joueur prend le contrôle d'un personnage qui utilise un mélange de techniques de tir akimbo et de ralentis afin de tuer ses ennemis. Il peut également sauter sur les murs et effectuer des acrobaties à la manière du parkour, faire rebondir les balles sur des panneaux et autre surfaces, ainsi qu'envoyer divers objets avec des coups de pied vers les ennemis. Le joueur reçoit des points bonus si certains de ces assassinats sont effectués grâce à des mouvements spéciaux, comme tirer dans une casserole afin de tuer les ennemis ou lors d'un vol plané.